# Brenda Froyen
Brenda Froyen (Leuven, 5 juli 1978 – Moerbeke, 5 oktober 2024) was een Belgische auteur, lector Nederlands, activist voor patiëntenrechten en oprichter van PsychoseNet België.

## Loopbaan
Froyen studeerde eind jaren negentig af in Germaanse filologie. In 2020 haalde ze een bachelor lager onderwijs. Ze debuteerde in 2014 met het autobiografische boek Kortsluiting in mijn hoofd over haar opnames in de psychiatrie naar aanleiding van een kraambedpsychose. Deze kreeg ze in 2012 na de geboorte van haar derde zoon. Samen met Stefaan Baeten maakte ze er een gelijknamige theatervoorstelling over. In haar tweede boek Uitgedokterd (2016) schreef Froyen over verbeterpunten in de psychiatrie en het stigma dat bestaat rond mentale gezondheid. Een jaar later initieerde ze de website PsychoseNet België. Ze bleef tot september 2020 als coördinator aan de organisatie verbonden.
Froyen was drie jaar lid van de Hoge Gezondheidsraad en woordvoerder van patiëntenvereniging UilenSpiegel VZW waar ze zich inzette voor patiëntenrechten in de psychiatrie. In 2020 stopte ze met deze werkzaamheden, na een debat over het adviesrapport inzake psychiatrische diagnostiek van de Belgische Hoge Gezondheidsraad. Volgens Froyen stonden niet de belangen van de patiënt maar van de hulpverlener te veel voorop, was er veel sprake van zelfingenomenheid en was er een weinig kritische houding.
In 2019 publiceerde ze haar eerste kinderboek Pssst! over mentale gezondheid. Naast haar werk als auteur was Froyen werkzaam als lector Nederlands aan de lerarenopleiding van Arteveldehogeschool.

### Rechtszaak
In 2023 werd Froyen vier keer opgenomen in de psychiatrie vanwege meerdere psychoses. Volgens Froyen was er in de psychiatrie weinig veranderd sinds haar laatste opname en ervoer ze deze als traumatisch. Zo werd ze vier dagen lang in afzondering geplaatst en twintig uur lang gefixeerd. Nadat ze een filmpje online plaatste over haar ervaring, werd ze door het psychiatrisch ziekenhuis aangeklaagd voor smaad en eerroof. Dit bracht haar op het idee om zelf ook bij de politie een klacht neer te leggen over haar behandeling. Volgens haar was er geen sprake van een medische fout, maar van 'foltering en mishandeling'. Dat mensen op deze manier behandeld worden, was al decennialang aan de gang, aldus Froyen.
In 2024 startte ze een crowdfundingsactie om geld in te zamelen voor een rechtszaak om de mistoestanden in de geestelijke gezondheidszorg aan de kaak te stellen. Daarnaast trachtte ze naast haar eigen zaak zo veel mogelijk zaken van anderen voor de rechtbank te brengen. Ze werd hierin bijgestaan door advocate Christine Mussche. Froyen hoopte op deze manier een 'MeToo-beweging voor de psychiatrie' te kunnen opstarten.

## Overlijden
Froyen overleed in Moerbeke op 5 oktober 2024 door suïcide. Ze werd 46 jaar oud. Professor Stijn Vanheule van UGent stelde dat de 'opeenstapeling van negatieve ervaringen haar te groot [is] geworden'. Daarnaast hoopte hij dat haar dood een 'aansporing [zou] zijn om collectief in eigen boezem te kijken, hoe we de zorg aan mensen met een psychiatrische aandoening kunnen vermenselijken'.

## Werken
- Kortsluiting in mijn hoofd (2014), uitgeverij Manteau, in het Engels uitgegeven als Psychotic Mum
- Uitgedokterd (2016), uitgeverij Manteau
- Lena (2017), uitgeverij Manteau
- Pssst! (2019), uitgeverij Borgerhoff & Lamberigts, samen met Tom Schoonooghe
- Ben ik dan nu weer normaal? (2020), uitgeverij Borgerhoff & Lamberigts
- Een jaar met Wifi (2021), uitgeverij Infodok
- Wifi en de broers (2022), uitgeverij Infodok
- Mild tuinieren (2022), uitgeverij Borgerhoff & Lamberigts
- Dit boek is te piep voor jou (2024), uitgeverij Infodok
- Tussen waan en zin (2025), uitgeverij Borgerhoff & Lamberigts (postuum gepubliceerd)

- Digitale Bibliotheek voor de Nederlandse Letteren: froy002
- Gemeinsame Normdatei: 1258837285
- International Standard Name Identifier: 0000 0005 0174 4236
- Library of Congress Control Number: n2018059553
- Nederlandse Thesaurus van Auteursnamen: 383478146
- Virtual International Authority File: 3154074456511742547